# Řecká vojenská junta
Řecká vojenská junta byl řecký režim, vytvořený skupinou důstojníků, která 21. dubna 1967 provedla vojenský převrat a sesadila legitimně zvolenou vládu. V Řecku tak byla nastolena pravicová vojenská diktatura (vojenská junta). Hlavními postavami převratu byli Georgios Papadopulos, Stylianos Pattakos a Nikolaos Makarezos, kteří měli plukovnickou hodnost. Odtud byl také odvozen název Řečtí plukovníci.

## Nástin událostí 1967–1974
Po státním převratu junta rozpustila všechny existující politické strany a začala věznit své nepřátele a oponenty, především z řad liberálů a komunistů, z nichž značná část byla odvlečena do koncentračního tábora na ostrově Gyaros. V prosinci 1967 se pokusil král Konstantin II. o svržení vojenské junty, ale pokus byl neúspěšný, což znamenalo jeho vynucenou abdikaci. Papadopulos se posléze ujal funkce předsedy vlády a Pattakos obsadil bezpečnostně strategickou pozici ministra vnitra. V březnu 1968 se sám Papadopulos prohlásil za regenta a v létě téhož roku vyhlásil Řecko republikou, jejímž se stal prezidentem.
Řecko, kvůli své formě vlády a především pro porušování lidských práv, se postupně ocitalo v mezinárodní izolaci. S tím korelovala zhoršená hospodářská situace země, která vyvolala výbuchy protivládních studentských demonstrací v prosinci 1973, které měly za následek odstoupení Papadopula z pozice prezidenta. Jeho nástupcem se stal generál Phaedon Gizikis. V roce 1974 se řecká junta pokusila neúspěšně připojit ke svému území ostrov Kypr, což vedlo opět k vnitropolitické krizi, která definitivně 23. července 1974 ukončila vládu vojenské kliky v zemi.
Nová občanská vláda Konstantina Karamanlise zajala plukovníky, kteří byli postaveni před soudní tribunál a odsouzeni k trestu smrti, jenž byl změněn na doživotní vězení.